# Mundaneum
Mundaneum — информационное хранилище, называемое также «город знаний», находившееся в Брюсселе. Было основано двумя учёными, Полем Отле и Анри Лафонтеном, в 1920 году и просуществовало до 1934 года. Здание, в котором размещался Mundaneum, получило название «Всемирный дворец» (фр. Palais Mondial). С 1998 года в Монсе существует посвящённый ему музей. В наше время Mundaneum рассматривается как один из предшественников Интернета и считается объектом европейского культурного наследия.

## История

Зал телеграфной и телефонной связи дворца Mondial

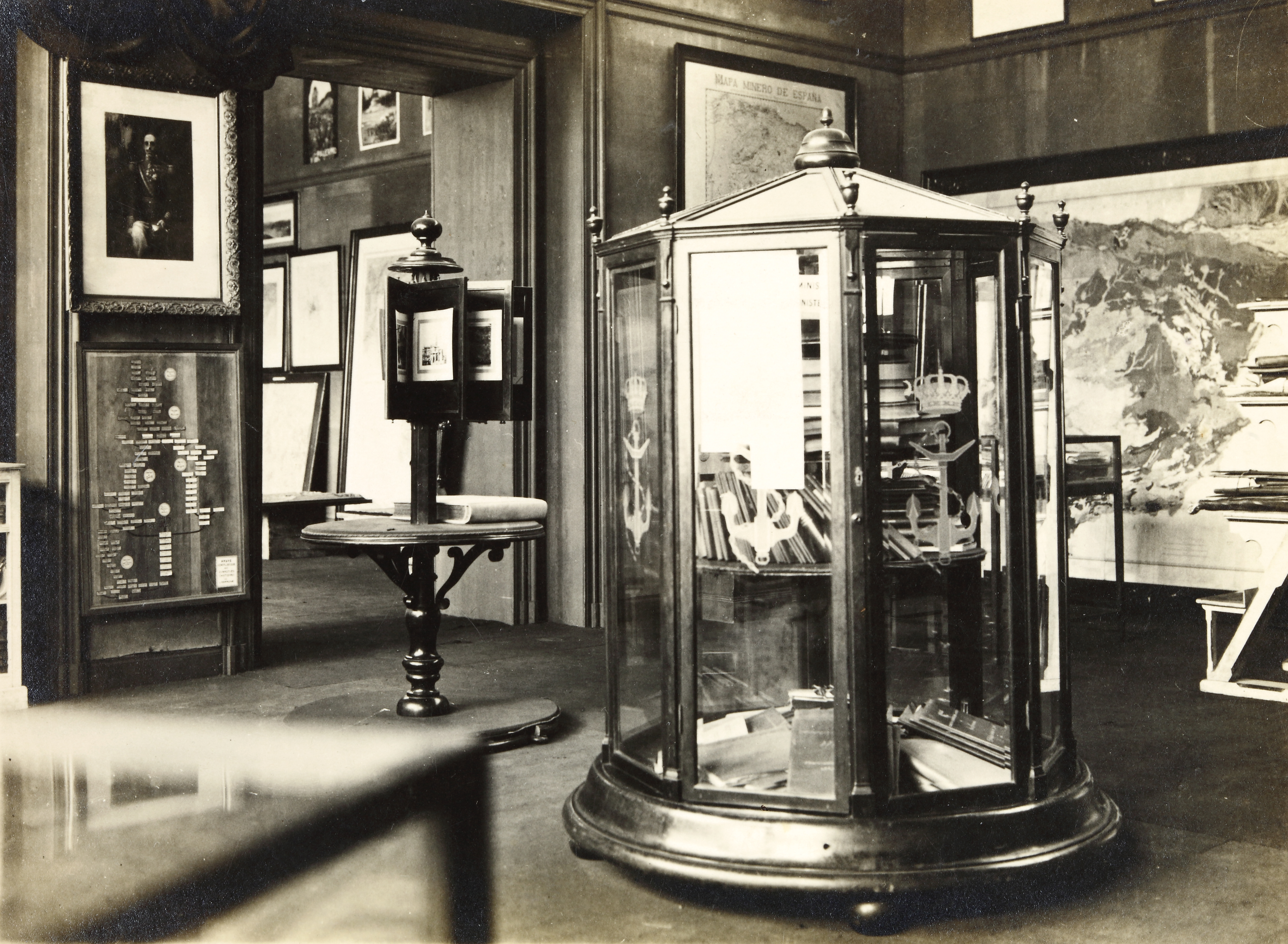
Зал Испании во дворце Mondial

Схема организации коллекций Mundaneum

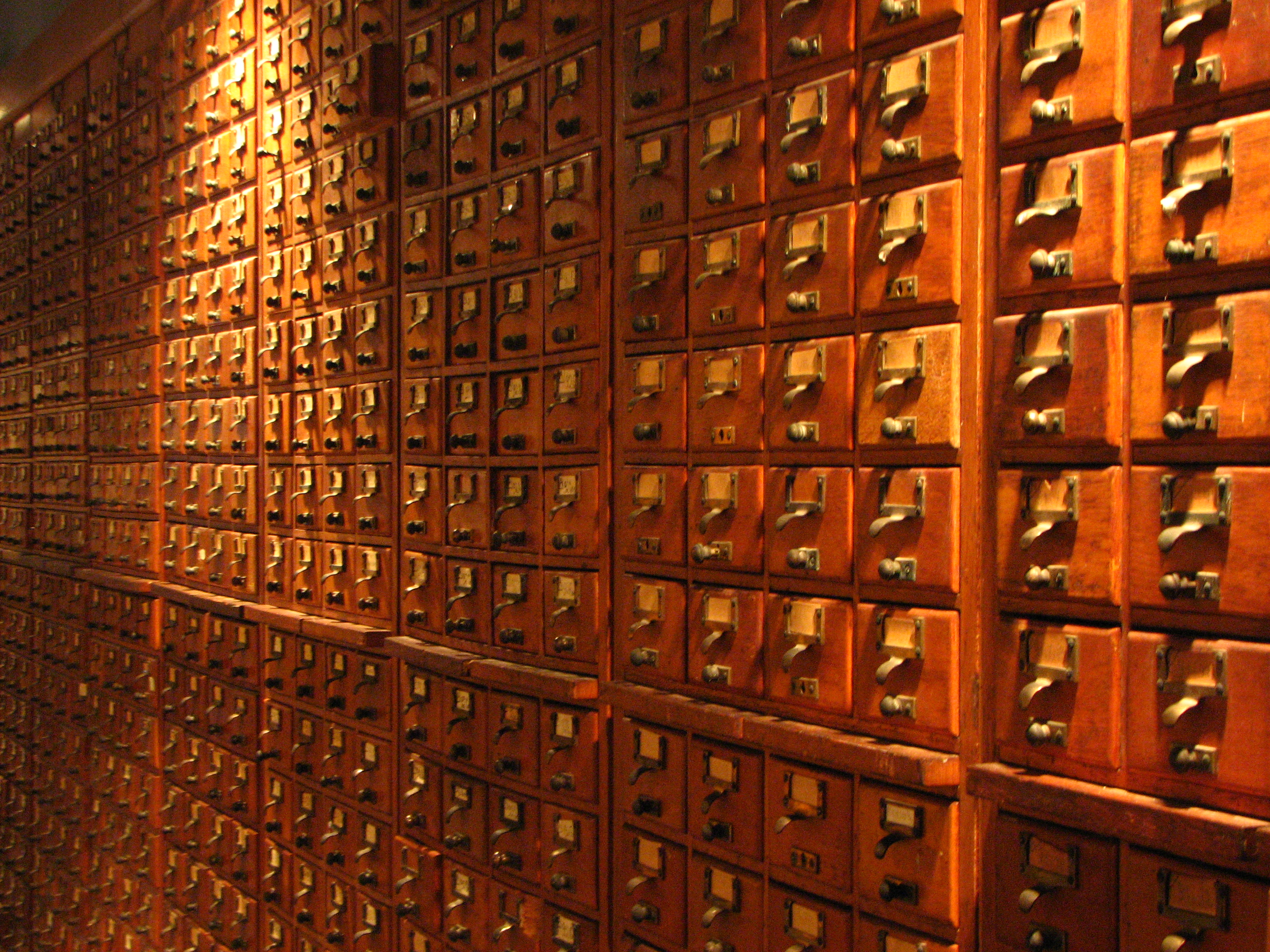
Картотечные шкафы Mundaneum.

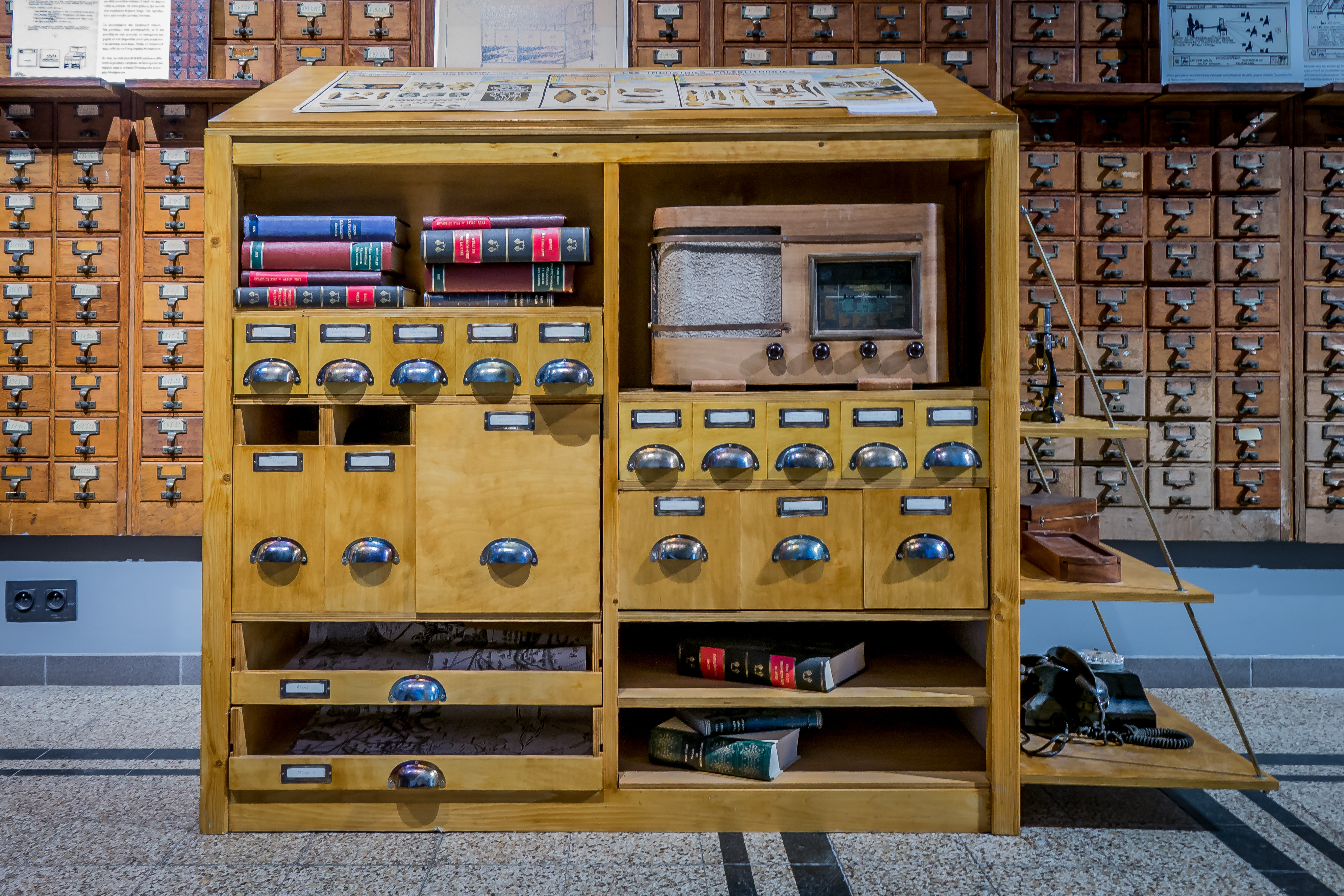
Кабинет Mundaneum.

Разработка Mundaneum была начата в 1895 году бельгийскими учёными и юристами Полем Отле и Анри Лафонтеном. Оба были убеждены в том, что знания могут способствовать миру. Целью Mundaneum было объединение в одном месте всех знаний о мире во всех его формах (книги, плакаты, газеты со всего мира и т. д.) в гигантской и инновационной библиографии. Однако, учитывая масштабы задачи, разработчики должны были сосредоточиться на определённых областях и в основном ограничивались международной документацией.
Проект создания «города знаний» (Mundaneum), представленный Отле и Лафонтеном, был поддержан бельгийским правительством, рассчитывавшим, что он подкрепит претензии Бельгии на то, чтобы принять Лигу наций в Брюсселе. Под проект были выделены помещения и финансирование. В 1920 году Mundaneum был размещён в левом крыле дворца, находящегося в брюссельском Парке пятидесятилетия. Отле вначале назвал свой проект Palais Mondial — «Всемирный дворец». Экспозиция состояла из шестнадцати дидактических залов, библиографической картотеки, содержавшей двенадцать миллионов карточек, а также музея прессы, хранившего 200 тыс. экземпляров газет со всего мира, выпущенных в период между 1895 и 1914 годами. Mundaneum содержал фонды и обширные коллекции архивов: Международный музей прессы, Универсальный иконографический репертуар (плакаты, открытки, фотографии), Универсальный справочник документации, Энциклопедию Universalis Mundaneum, состоящую из сборника схем, концептуализированных Полем Отле, в том числе Mondothèque, личные работы Анри Лафонтена и Поля Отле, тематические сборники по феминизму, пацифизму и анархизму, а также архивы волонтёрской группы «друзья Palais Mondial».
Были наняты дополнительные люди, приступившие к работе. Через некоторое время информационные ресурсы Mundaneum позволили запустить поисковый сервис, которым мог воспользоваться любой человек в мире, отправив запрос почтой или телеграфом — что-то вроде аналоговой поисковой системы. Запросы на различные темы, от бумерангов до болгарской финансовой системы, полились со всех уголков мира, и их число составило более 1500 в год.
По мере развития проекта он начал испытывать сложности из-за необходимости обработки огромного объёма бумаг. Отле приступил к разработке новых технологий, которые помогли бы справиться с информационной перегрузкой, положив в их основу своего рода компьютер на основе бумаги, оснащённый колесами и спицами, которые бы двигали документы по поверхности стола. Однако через некоторое время понял, что лучше будет совсем отказаться от бумаги. Так как в 1920-х годах электронного хранения информации ещё не существовало, Отле пришлось начать его разработку. Он подробно описал возможность электронного хранения информации в книге «Monde» (1934), в которой он изложил своё видение «механического коллективного мозга», который вмещал бы в себе всю информацию мира, доступную через глобальную телекоммуникационную сеть.
В 1934 году бельгийское правительство потеряло интерес к проекту. Mundaneum пришлось перевести в меньшее помещение, а через некоторое время прекратить приём запросов на информацию. Немецкая оккупация Бельгии окончательно разрушила проект. Немцы расчистили участок, на котором располагался Mundaneum, уничтожив тысячи ящиков с индексными карточками, чтобы освободить место для выставки искусства Третьего рейха. Институт Mundaneum в Гааге, создаваемый австрийским философом и социологом Отто Нейратом, в сотрудничестве с Полем Отле, был также закрыт, из-за эмиграции Нейрата в Англию во время немецкого вторжения в Нидерланды.

### Музей Mundaneum

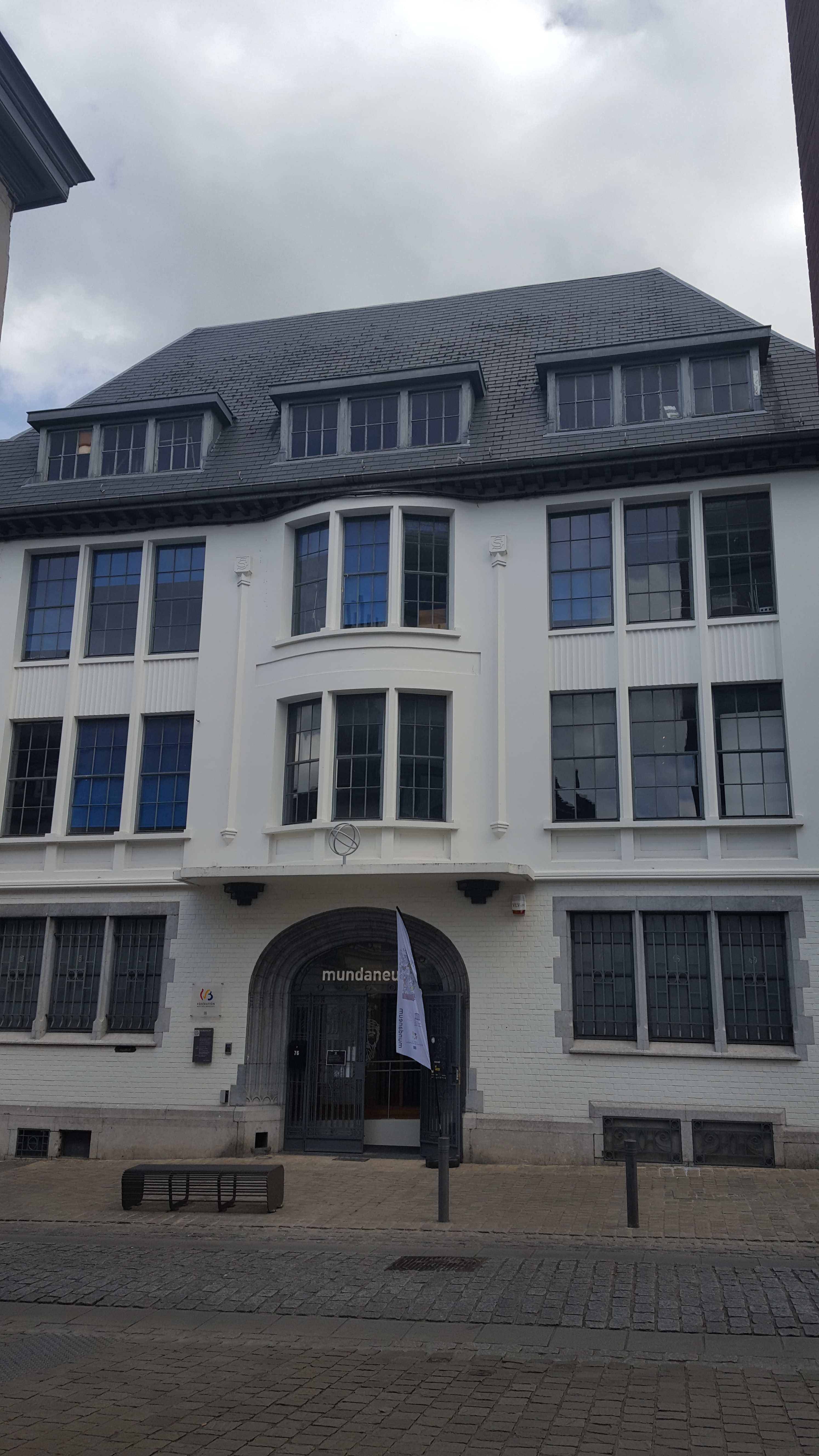
Музей Mundaneum в Монсе

Музей Mundaneum был открыт в 1998 году в архивном центре бельгийского города Монс, благодаря многолетней работе по его созданию.
После смерти Отле всё, что уцелело от Mundaneum, было заброшено в одном из помещений здания анатомического театра Брюссельского свободного университета. Профессор Чикагского университета Уорден Бойд Рейвард (Warden Boyd Rayward), диссертация которого была посвящена деятельности Поля Отле, нашёл в архивах документы, позволившие найти остатки «города знаний». Он обнаружил комнату, напоминающую мавзолей, заваленную книгами и горами бумаг, покрытыми паутиной. Работа Рейварда помогла восстановить интерес к работе Отле, что в свою очередь привело к созданию музея Mundaneum в городе Монс (1993). Сегодня воссозданный в музее Mundaneum предлагает взглянуть на Сеть, какой бы она могла бы быть: длинные ряды выдвижных ящиков с миллионами индексных карточек Отле, указывающих на архив в задней комнате, набитой книгами, плакатами, фотографиями, газетными вырезками и всяческими другими артефактами.
В 2012 году музей Mundaneum и Google объявили о своём сотрудничестве в присутствии премьер-министра Бельгии Элио Ди Рупо, чтобы подчеркнуть роль, которую играют основатели Mundaneum, Поль Отле и Анри Лафонтен, в качестве пионеров сети Интернет.
Mundaneum, получивший статус элемента европейского наследия, сегодня называют «бумажным интернетом» и «бумажным Google».

## Всемирный город

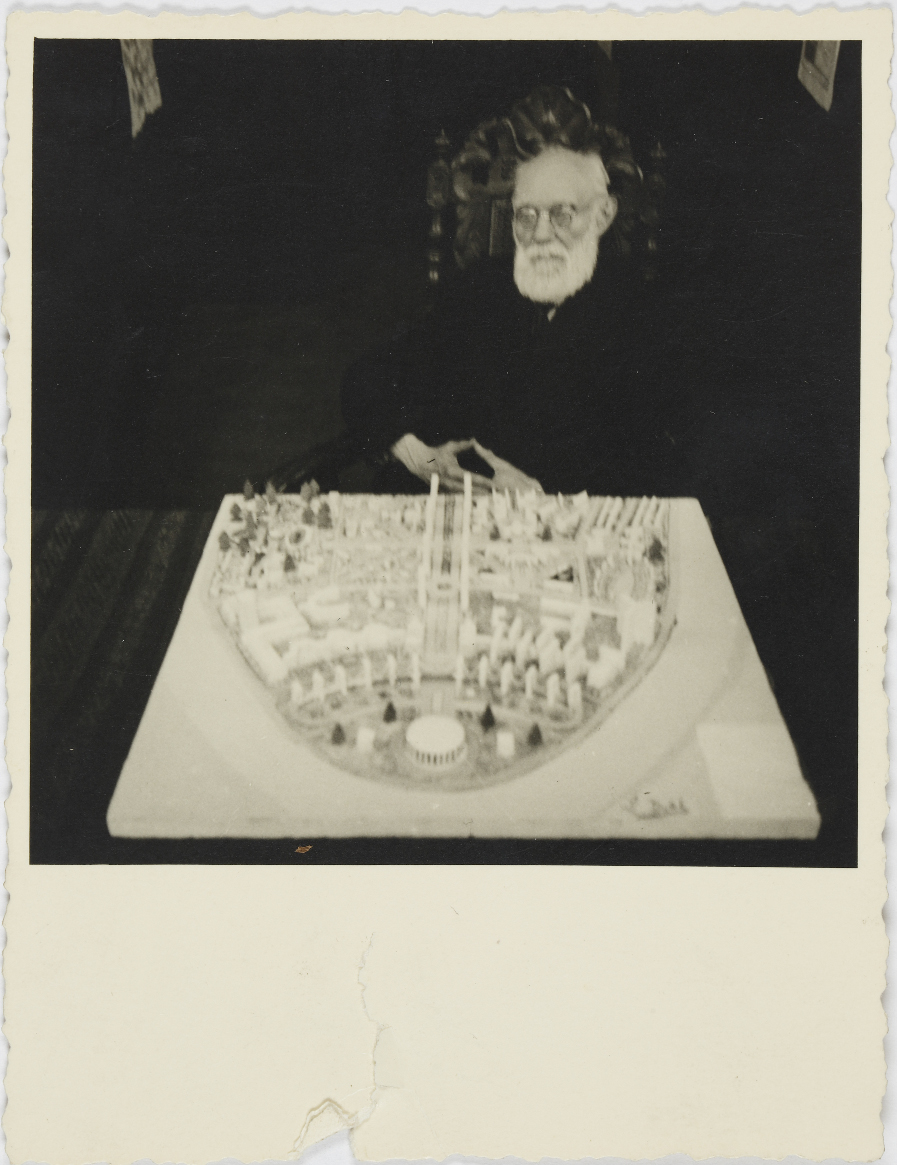
Поль Отле перед макетом Всемирного города

Всемирный город — нереализованный утопический проект, задуманный Полом Отле в 1910 году, который должен был, подобно всемирным выставкам, объединить все ведущие институты мира. Всемирный город должен был распространять знания для остального мира и строить мир и универсальное сотрудничество. Идея Отле о создании утопического города, посвящённого международным институтам, во многом вдохновила современная публикация в 1913 году норвежско-американского скульптора Хендрика Кристиана Андерсена и французского архитектора Эрнеста Хебрара из впечатляющей серии планов Beaux-Arts для Всемирного центра коммуникации (1913).

Всемирный город (эскиз Хендрика Андерсена)

Для дизайна своего Всемирного города Отле сотрудничал с несколькими архитекторами. Таким образом, была разработана целая серия проектов для Всемирного Города. Наиболее продуманными планами были: дизайн Мунданума (1928) и Всемирного города (1929) Ле Корбюзье в Женеве рядом с дворцом Лиги Наций, проект Виктора Буржуа в Тервурене (1931) рядом с Музеем Конго, снова Ле Корбюзье (в сотрудничестве с Huib Hoste) на левом берегу в Антверпене (1933 г.), Морис Хейманс в заливе Чесапик недалеко от Вашингтона (1935 г.) и Станислас Яссинский и Рафаэль Делвилл на левом берегу Антверпена (1941 г.).
Планы города, рассчитанного на размещение миллиона жителей, делались для мест в Брюсселе, Антверпене, Женеве (рядом с Лигой Наций), Париже и даже в Соединённых Штатах. С каждым изменением географической и политической ситуаций Поль Отле адаптировал проект, пытаясь увеличить шансы на его реализацию.
В этих различных проектах программа Всемирного Города оставалась более или менее фиксированной, включая всемирный музей, всемирный университет, всемирный библиотечный и документационный центр, офисы для международных ассоциаций, офисы и посольства для народов, олимпийский центр, жилой район и парк, связанные Авеню наций.
Несмотря на поддержку многих сторонников проекта, среди политиков и других, этот проект так и не увидел свет.

### Фильмография
- L’homme qui voulait classer le monde (Человек, который хотел классифицировать мир), документальный фильм Франсуа Леви в соавторстве с Беноа Питерсом, 2002, 60 min (DVD)